# 루푸탄
루푸탄(卢福坦, 1890년 - 1969년)은 산둥성 타이안 출신으로 중국 공산당의 초기 지도자 중의 한 명이다. 중앙정치국 상무위원을 역임했다.

## 생애
1926년 중국 공산당에 입당했다. 1927년 루푸탄은 중국공산당 칭다오시 시위원회 서기와 산둥성 집행위원회 서기를 지냈다. 1928년 중국공산당 제6차 중국공산당 전국대표대회 1중 전회에서 중앙정치국 후보위원이 되었다. 1928년 11월, 중국공산당 산둥성 성위원회 서기로 선출되었고 1930년 허베이성 성위원회 서기와 허난성 위원회 서기를 지냈다. 1931년 중국공산당 제6차 전국대표대회 4중 전회에서 중앙정치국 위원으로 선출되었다.
1933년 1월, 상하이 공공 조계에서 체포된 이후 국민당 특무기관에서 중앙조사통계국 쉬저우시 특별구 행동구장, 중통 상하이구 정보구장, 경기철도통계실난창구 구장을 지냈다. 중화인민공화국 성립 이후 1951년 5월 24일 쿤밍시에서 인민정부에 체포되어 상하이에 장기간 구금되었다. 1968년 문화대혁명 기간 중에 1930년대 캉성의 변절을 고발했다. 중화인민공화국의 캉성과 공안부 부장 셰푸즈의 명령으로 1969년 11월 처형되었다.。